# بانک جیانگسو
بانک جیانگسو (انگلیسی: Bank of Jiangsu) شرکت خدمات مالی و بانکداری چینی است، که دفتر مرکزی آن در شهر نانجینگ، جیانگسو قرار دارد و تمرکز اصلی آن در زمینه ارائه خدمات بانکداری تجاری و بانکداری خرد می‌باشد. بانک جیانگسو در سال ۲۰۰۷ تأسیس شد و هم‌اکنون بالغ بر ۱۹ هزار نفر کارمند دارد.